# Pidonia exilis
Pidonia exilis är en skalbaggsart som beskrevs av Holzschuh 1991. Pidonia exilis ingår i släktet Pidonia och familjen långhorningar. Inga underarter finns listade i Catalogue of Life.